# Bolesław Kolasa
Bolesław Stanisław Kolasa (* 25. Oktober 1920 in Lemberg; † 16. April 2007) war ein polnischer Eishockeyspieler.

## Karriere
Bolesław Kolasa verbrachte seine Karriere als Eishockeyspieler von 1935 bis 1939 in seiner Heimatstadt bei Pogoń Lwów. Im Anschluss an den Zweiten Weltkrieg spielte er in den Jahren 1947 und 1948 für Wisła Krakau sowie von 1948 bis 1952 für Polonia Bytom.

### International
Für die polnische Eishockeynationalmannschaft nahm Kolasa an den Olympischen Winterspielen 1948 in St. Moritz teil. Insgesamt absolvierte er 17 Länderspiele für Polen, in denen er sechs Tore erzielte.